# 木曽川町玉ノ井
木曽川町玉ノ井（きそがわちょうたまのい）は、愛知県一宮市の地名。

## 地理

### 河川・池沼
- 木曽川

### 交通
- 名鉄尾西線玉ノ井駅
- 愛知県道193号大垣江南線
- 愛知県道147号西萩原北方線

### 施設
- 木曽川緑地公園
  - 木曽川尾西緑地
  - 大縄場緑地
- 賀茂神社

## 歴史

### 地名の由来
『尾張国地名考』によれば、「玉」は清水の美称、「井」は水のある場所を指す語であるという。

### 沿革
- 江戸時代 - 尾張国葉栗郡玉野井村として所在[1]。尾張藩領、北方代官所支配[1]。
- 1889年（明治22年） - 愛知県葉栗郡玉ノ井村となる[2]。
- 1906年（明治39年） - 葉栗郡黒田町大字玉ノ井となる[2]。
- 1910年（明治43年） - 葉栗郡木曽川町大字玉ノ井となる[2]。

### 人口の変遷
国勢調査による人口および世帯数の推移。
| 1995年（平成7年）  | 1614世帯 5456人 |  |
| 2000年（平成12年） | 1694世帯 5599人 |  |
| 2005年（平成17年） | 1864世帯 5782人 |  |
| 2010年（平成22年） | 1923世帯 5581人 |  |
| 2015年（平成27年） | 2023世帯 5631人 |  |
| 2020年（令和2年）  | 2190世帯 5501人 |  |

### WEB
1. ↑  “愛知県一宮市の町丁・字一覧”.   人口統計ラボ. 2024年4月20日閲覧。
2. 1 2  総務省統計局 (2022年2月10日). “令和2年国勢調査の調査結果(e-Stat) - 男女別人口，外国人人口及び世帯数－町丁・字等” (CSV). 2023年8月2日閲覧。
3. ↑  “読み仮名データの促音・拗音を小書きで表記するもの(zip形式) 愛知県” (zip).   日本郵便 (2024年2月29日). 2024年3月26日閲覧。
4. ↑  “市外局番の一覧” (PDF).   総務省 (2022年3月1日). 2022年3月22日閲覧。
5. ↑  “ナンバープレートについて”.   一般社団法人愛知県自動車会議所. 2024年1月21日閲覧。
6. ↑  総務省統計局 (2014年3月28日). “平成7年国勢調査の調査結果(e-Stat) - 男女別人口及び世帯数 －町丁・字等” (CSV). 2021年7月20日閲覧。
7. ↑  総務省統計局 (2014年5月30日). “平成12年国勢調査の調査結果(e-Stat) - 男女別人口及び世帯数 －町丁・字等” (CSV). 2021年7月20日閲覧。
8. ↑  総務省統計局 (2014年6月27日). “平成17年国勢調査の調査結果(e-Stat) - 男女別人口及び世帯数 －町丁・字等” (CSV). 2021年7月21日閲覧。
9. ↑  総務省統計局 (2012年1月20日). “平成22年国勢調査の調査結果(e-Stat) - 男女別人口及び世帯数 －町丁・字等” (CSV). 2021年7月21日閲覧。
10. ↑  総務省統計局 (2017年1月27日). “平成27年国勢調査の調査結果(e-Stat) - 男女別人口及び世帯数 －町丁・字等” (CSV). 2021年7月21日閲覧。

### 書籍
1. 1 2 3  「角川日本地名大辞典」編纂委員会 1989, p. 813.
2. 1 2 3  「角川日本地名大辞典」編纂委員会 1989, p. 814.